# Réserve nationale de faune de la Vallée-Widgeon
La réserve nationale de faune de la Vallée-Widgeon (anglais : Widgeon Valley National Wildlife Area ) est une réserve nationale de faune du Canada située en Colombie-Britannique. Cette aire protégée de 125 ha a pour mission de protégée des terres humides de la vallée du bas Fraser. Il partage ses limites avec le parc provincial de Pinecone Burke.